# Schierholz (Calvörde)
Das Schierholz ist ein Waldgebiet südlich von Calvörde.

## Lage
Er liegt in der Gemarkung von Calvörde und ist Bestandteil des Calvörder Forstes. Im Norden liegt Calvörde, im Osten das Waldgebiet Rantenhorst, im Süden liegt Wieglitz und im Westen befindet sich der Mittellandkanal als westliche Grenze des Waldgebiets.

## Besonderheiten
Im Schierholz befinden sich noch heute viele Findlinge. In der Nähe gibt es noch Grenzsteine, die an der Zeit erinnern als Calvörde zum Herzogtum Braunschweig gehörte. Außerdem gehört es dem Naturschutzgebiet Klüdener Pax-Wanneweh an.